# Materia orgánica particulada
La materia orgánica particulada (MOP), materia macroorgánica, materia orgánica fracción gruesa o POM -por sus siglas en inglés (Particulate Organic Matter)- se define como la materia orgánica del suelo de entre 0,053 mm y 2 mm de tamaño. Separadas por tamizado, estas fracciones incluyen detritos del suelo parcialmente descompuestos y material de plantas, polen y otros materiales. El tamizado constante es importante para determinar el contenido de la MOP porque la separación por tamaño de las fracciones dependerá de la fuerza de agitación.
La MOP es fácilmente descomponible y sirve para muchas funciones del suelo! Es una fuente de alimento o de energía para los organismos del suelo y de nutrientes para las plantas. La MOP también mejora la estructura del suelo, llevando a un aumento de la infiltración del agua, la aireación y la resistencia a la erosión. Las prácticas de gestión del suelo, tales como la labranza y la aplicación de compost o estiércol, alteran el contenido de MOP del suelo y el agua.

## Su papel en función del suelo
La descomposición de la MOP proporciona energía y nutrientes. Los nutrientes no absorbidos por los organismos del suelo pueden estar disponibles para la absorción por las plantas. La cantidad de nutrientes liberados (mineralizados) durante la descomposición depende de las características biológicas y químicas de la MOP, como la relación C: N. Además de la liberación de nutrientes, los descomponedores que colonizan la MOP tienen un papel importante a la hora de mejorar la estructura del suelo. El micelio fúngico se enreda en las partículas del suelo y libera en él polisacáridos pegajosos, parecidos al cemento; en última instancia, forman agregados del suelo.

## Efecto de la gestión del suelo
El contenido de la MOP del suelo se ve afectado por los aportes orgánicos y la actividad de los agentes de descomposición del suelo. La adición de materiales orgánicos, como el abono o residuos de cosecha, causa normalmente un aumento de la MOP. Por otro lado, el cultivo repetido o la alteración del suelo aumentan el grado de descomposición por la exposición de los organismos del suelo al oxígeno y a los sustratos orgánicos; reduciendo la MOP, en última instancia. Se observa una reducción en el contenido de MOP cuando los pastos autóctonos se convierten en tierras agrícolas. La temperatura y la humedad del suelo también afectan a la velocidad de descomposición de la MOP. A causa de que la MOP es una fuente de nutrientes del suelo inmediatamente disponible (lábil), contribuye a la estructura del suelo y es altamente sensible a la gestión del suelo, se usa frecuentemente como indicador para medir la calidad del suelo.

### Contaminación del agua en superficie
En suelos mal manipulados, particularmente en suelos en pendiente, la erosión y el transporte de sedimentos de suelo ricos en MOP pueden contaminar las masas de agua. Debido a que la MOP proporciona una fuente de energía y nutrientes, la rápida acumulación de materia orgánica en el agua puede dar lugar a la eutrofización. Los materiales orgánicos en suspensión también pueden servir como vector potencial para la contaminación del agua con bacterias fecales, metales tóxicos o compuestos orgánicos.